# Mount Franklin (Australian Capital Territory)
Der Mount Franklin ist ein Berg im äußersten Westen des Australian Capital Territory an der Grenze zum australischen Bundesstaat New South Wales.

## Geographie
Der Mount Franklin ist Teil der Brindabella Range, deren Hauptteil in der Bimberi Nature Reserve in New South Wales liegt. Die Ostabdachung des Gebirges mit dem Gipfel des Mount Franklin liegt auf dem Gebiet des angrenzenden Namadgi-Nationalparks im Australian Capital Territory.

## Name
Rund zehn Kilometer nördlich des Berges liegt am Goodradigbee River die Siedlung Brindabella, wo die australische Schriftstellerin Miles Franklin ihre Kindheit verbrachte. Der Berg wurde nach ihrer Familie benannt.

## Freizeit

### Wandern
Von der Mount Franklin Road führt ein gut bezeichneter Wanderweg unschwierig zum Gipfel. 

### Skisport
1938 wurde für den Canberra Alpine Club ein Skichalet errichtet. Man schuf einige Abfahrtsstrecken und improvisierte Aufstiegshilfen. Das Chalet wurde später zum Museum, brannte aber beim Buschfeuer in Canberra 2003 nieder. Von Studenten der University of Adelaide wurde eine neue Schutzhütte errichtet und 2008 eröffnet. Sie dient verschiedenen Zwecken, unter anderem auch als Basis für Rettungspersonal zu Koordination von Such- und Rettungseinsätzen bei künftigen Waldbränden. Die Grenze zwischen New South Wales und dem Australian Capital Territory verläuft durch die Ruinen des alten Franklin Chalet.
Heute kann – wenn die Schneelage es zulässt – am Mount Franklin und an seinen Nachbarbergen Skilanglauf betrieben werden.